# アンナリーザ (イタリアの歌手)
アンナリーザ（Annalisa Scarrone 1985年8月5日 - ）は、イタリア共和国リグーリア州サヴォーナ県出身のシンガーソングライター、レコードプロデューサーとテレビタレント。AnnalisaまたはNaliの名で知られている。

2010年から2011年にイタリアのタレントショー「Amici di Maria De Filippi」のシーズン10で2位になり有名になる。

## 来歴
リグーリア州サヴォーナ県カルカレで育ち、幼い頃から音楽と歌を学ぶ。13歳からバーテンダー、ミュージシャンとして活動し始める。 トリノの大学で物理学を専攻し、2009年に卒業した。
2011年に、イタリアのタレントショー「Amici di Maria De Filippi」のシーズン10に参加し、2位となり、Premio della criticaも受賞した。
2011年3月に彼女のファーストアルバム『Nali』がリリース。FIMI によるイタリアのアルバムチャートで 2 位になり、プラチナ認定を受けた。 2012年にイタリアのシングルチャートで9位に到達した彼女の最初のシングル「Diamante lei e luce lui」は、ゴールドに認定された。さらに、このシングルは、Premio Videoclip Italiano 2011で優勝した。セカンドシングル「Giorno per giorno」は、2011年5月27日にリリースされた。

## 作品

### ソロ活動

#### アルバム
| Year | Title               | Position | Position | Certified                                                     |
| Year | Title               | IT       | CH       | Certified                                                     |
| ---- | ------------------- | -------- | -------- | ------------------------------------------------------------- |
| 2011 | Nali                | 2        | —        | Platinum (Step of cert. platinum: +60.000; Nali sold +80.000) |
| 2012 | Mentre tutto cambia | 9        | —        | –                                                             |
| 2013 | Non so ballare      | 6        | —        |                                                               |
| 2015 | Splende             | 7        | —        |                                                               |
| 2016 | Se avessi un cuore  | 4        | 91       |                                                               |
| 2018 | Bye Bye             | 2        | 92       | Gold                                                          |